# Specie di Clubionidae
Di seguito sono descritte tutte le 582 specie della famiglia di ragni Clubionidae note al dicembre 2012

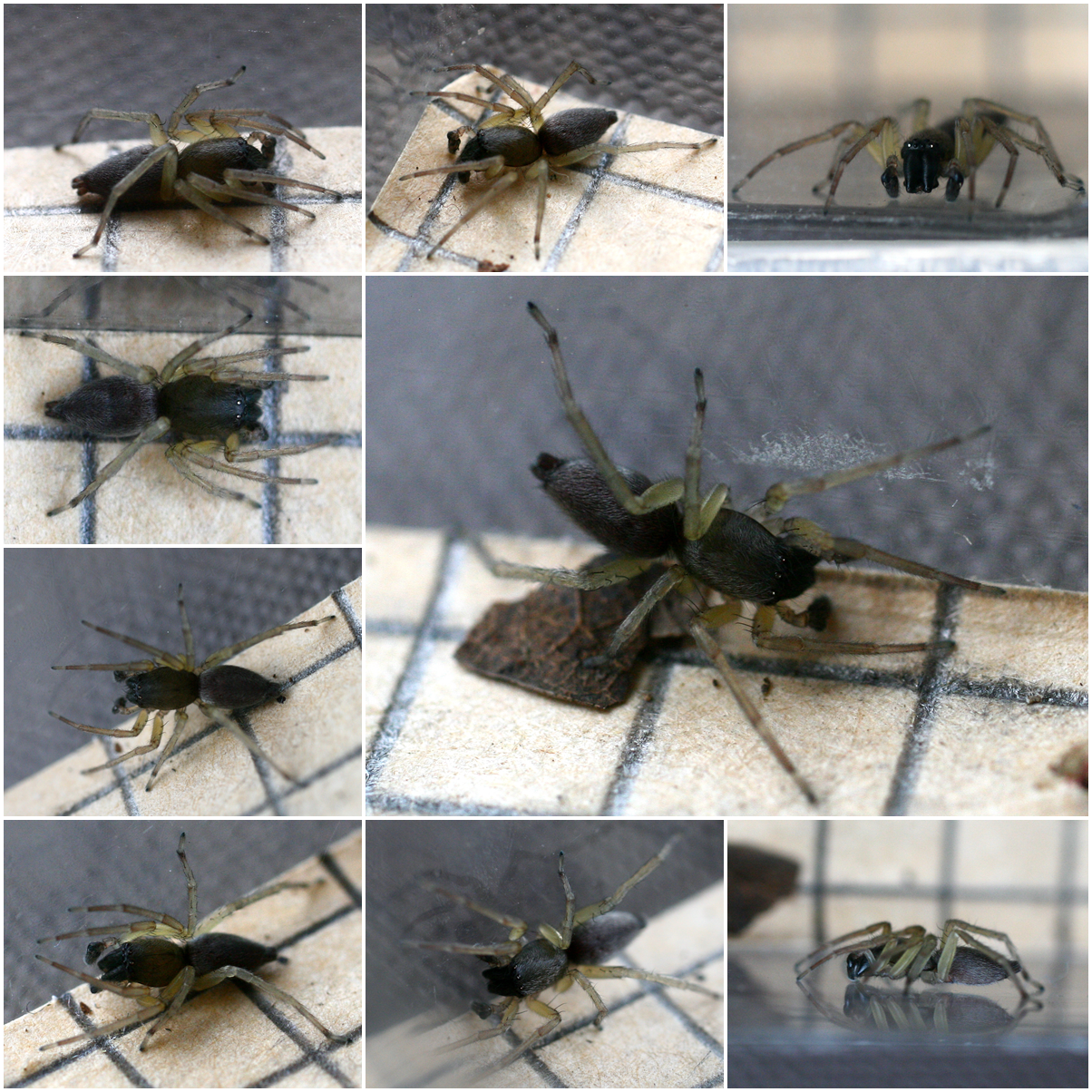
Clubiona brevipes, maschio

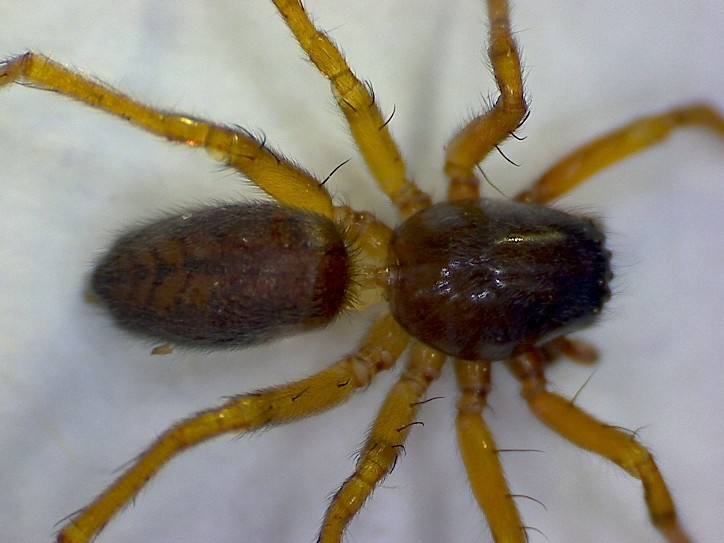
Clubiona comta, maschio

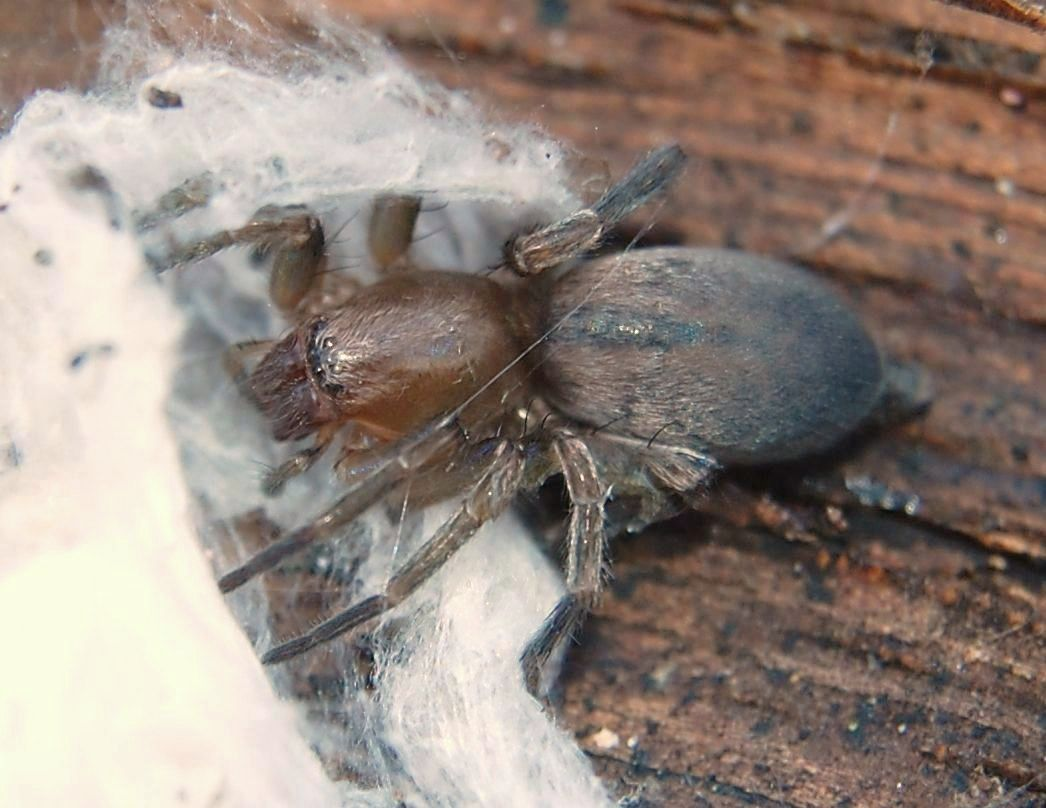
Clubiona corticalis

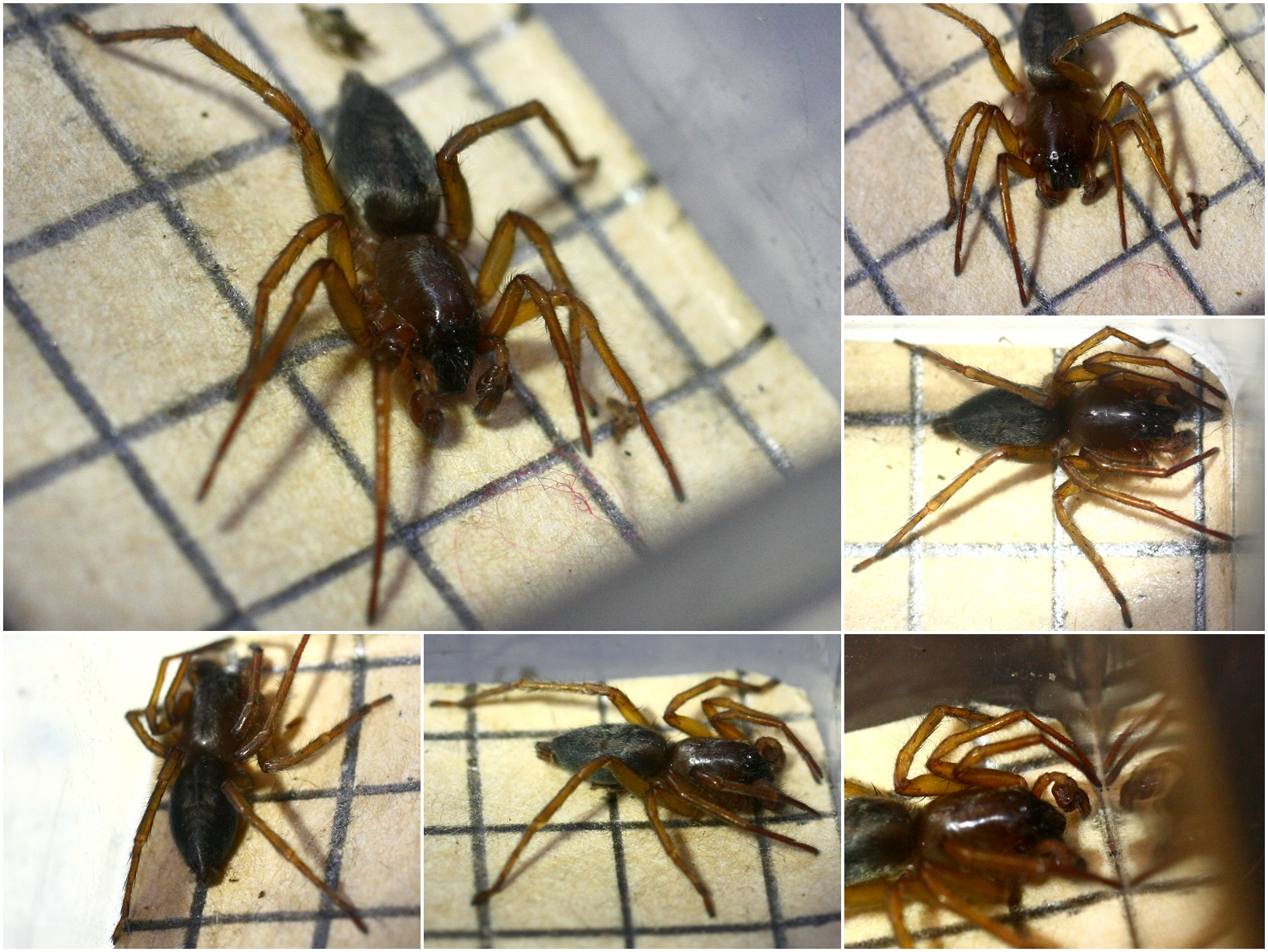
Clubiona corticalis, maschio

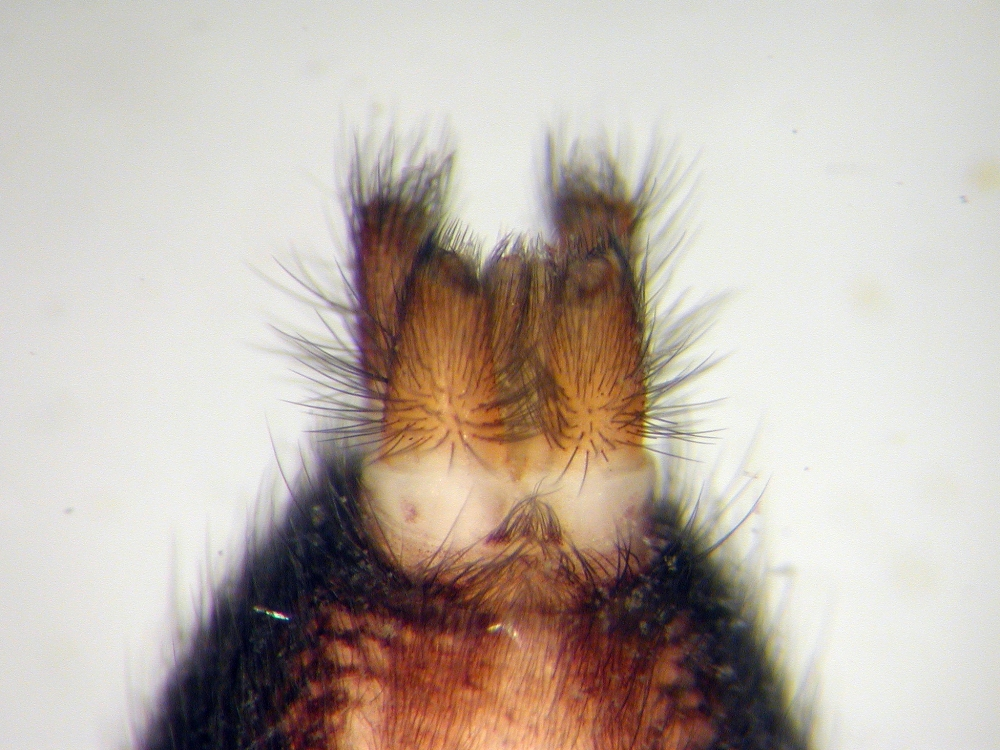
Clubiona corticalis, filiere

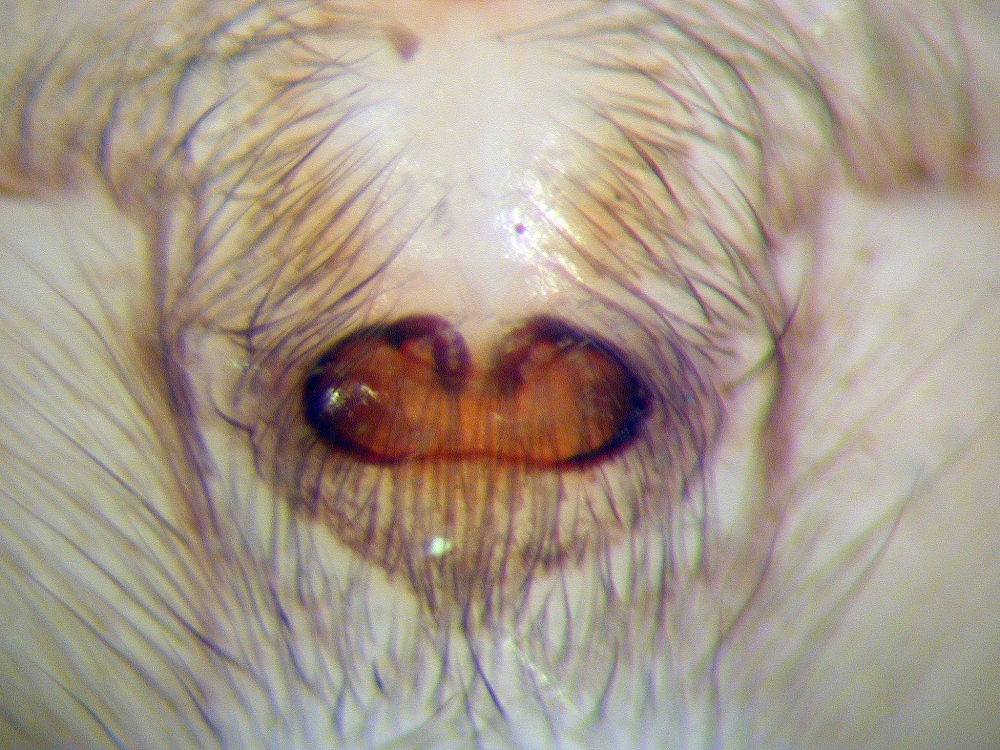
Clubiona corticalis, epigino

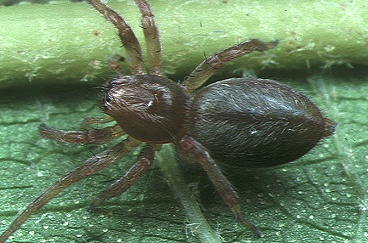
Clubiona iucunda, femmina

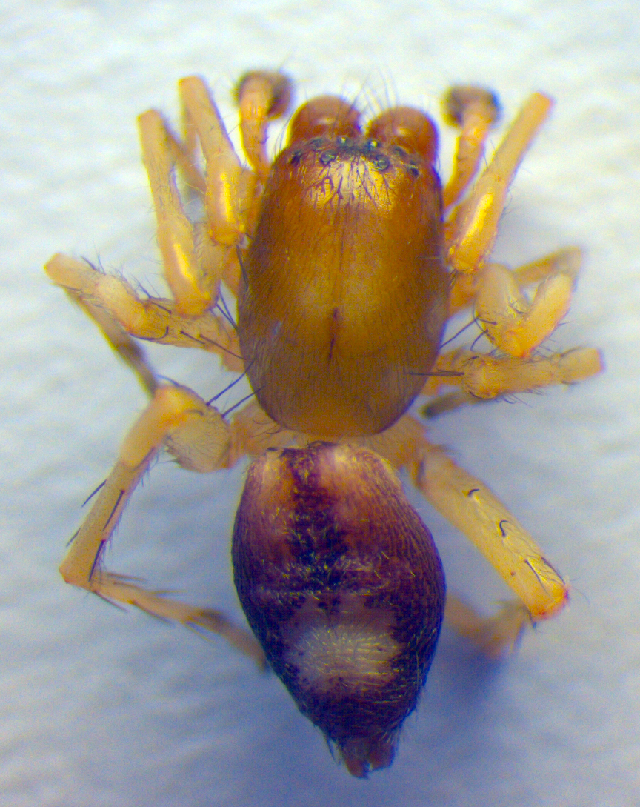
Clubiona leucaspis

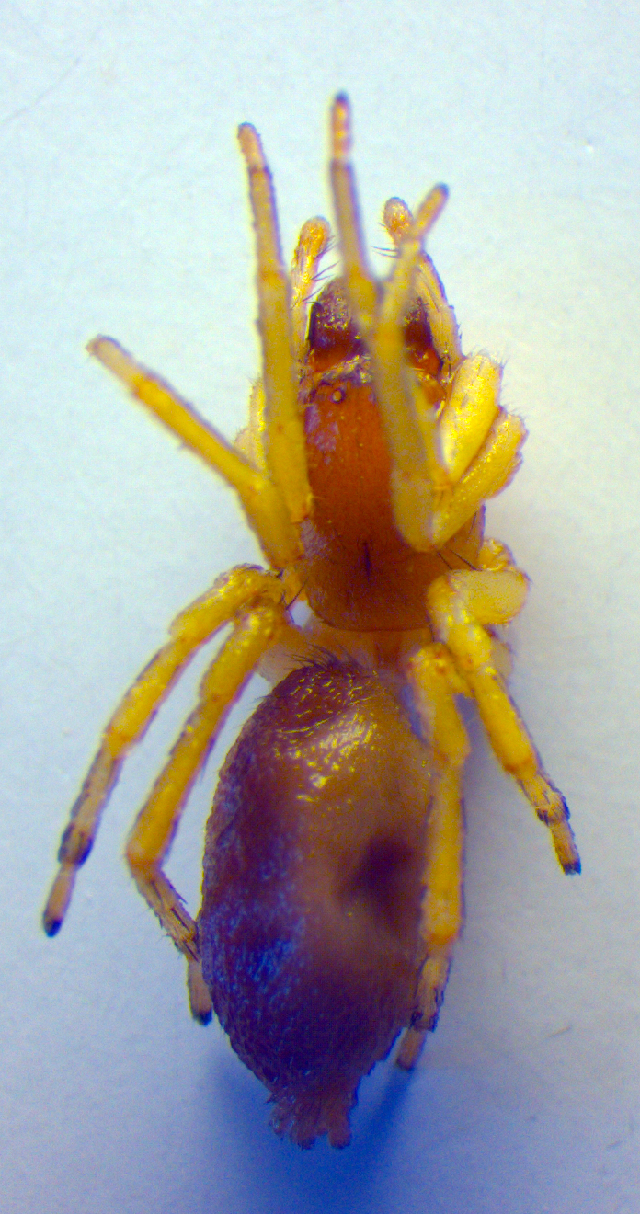
Clubiona lutescens

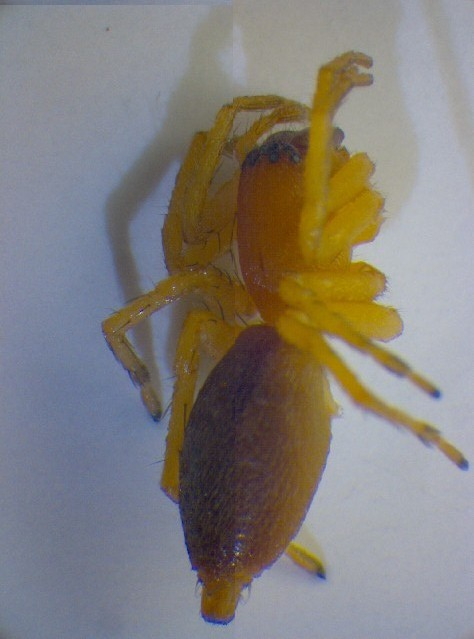
Clubiona neglecta

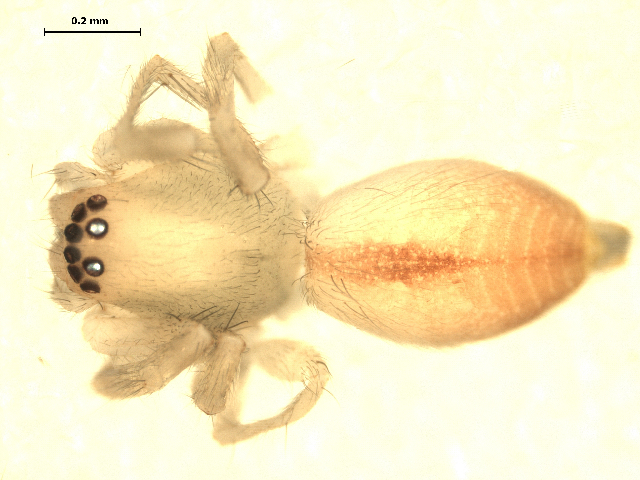
Clubiona pacifica

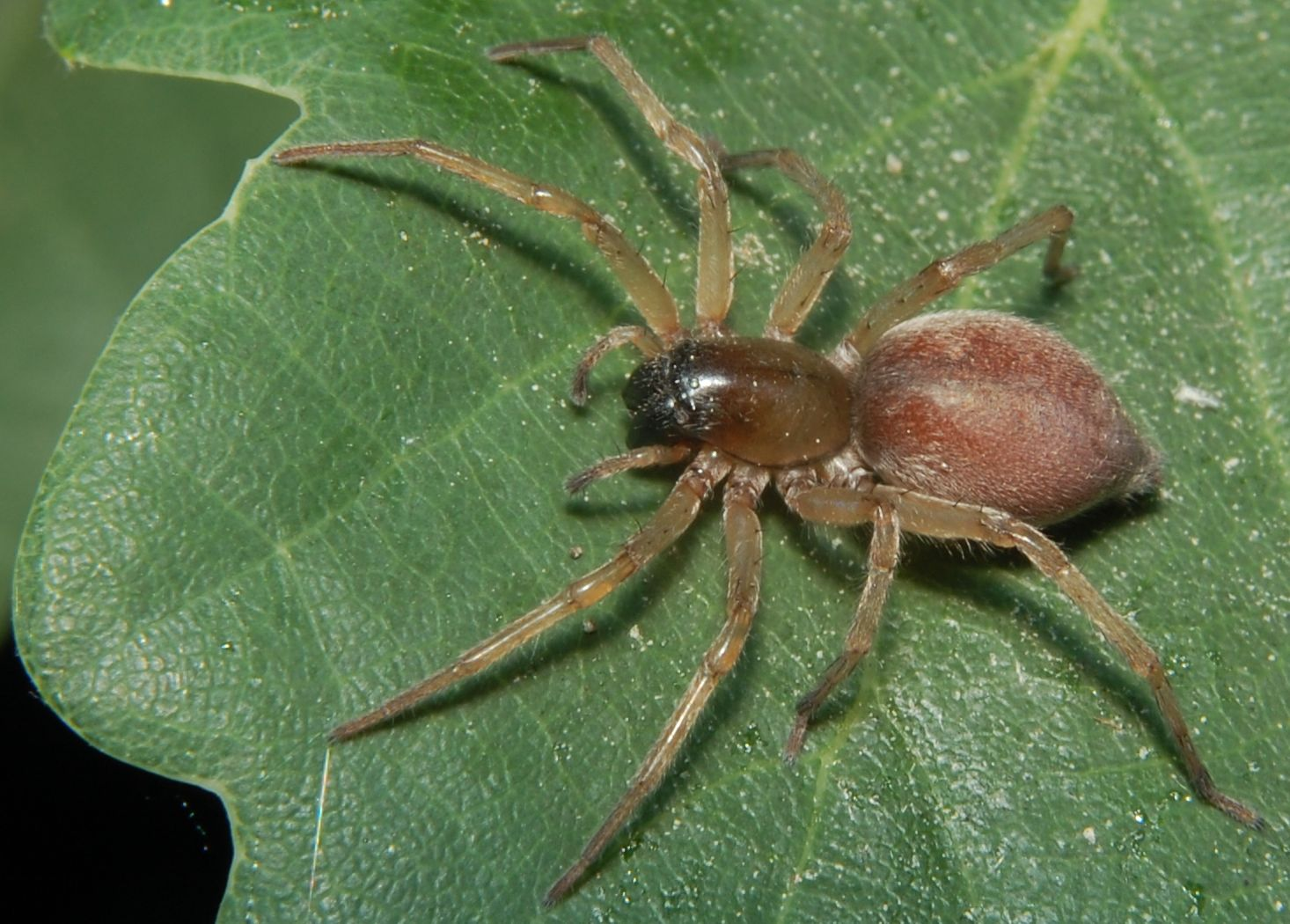
Clubiona pallidula

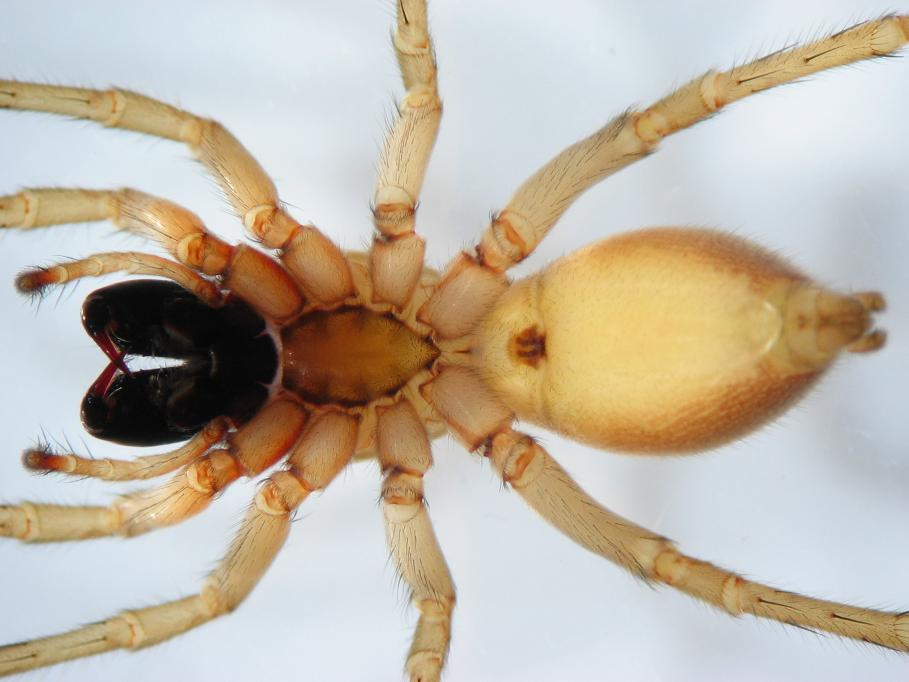
Clubiona phragmitis, vista ventrale

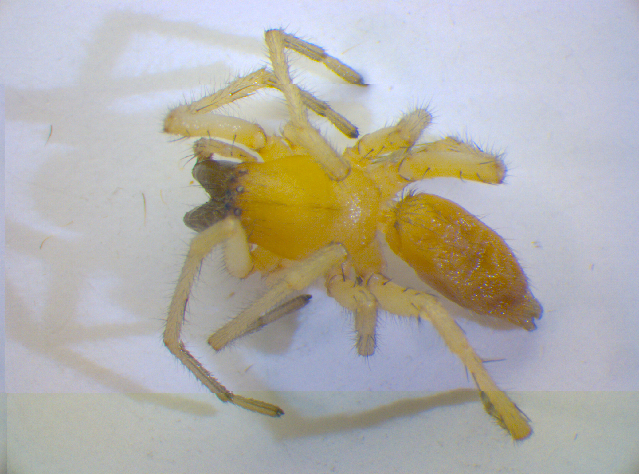
Clubiona phragmitis, vista dorsale

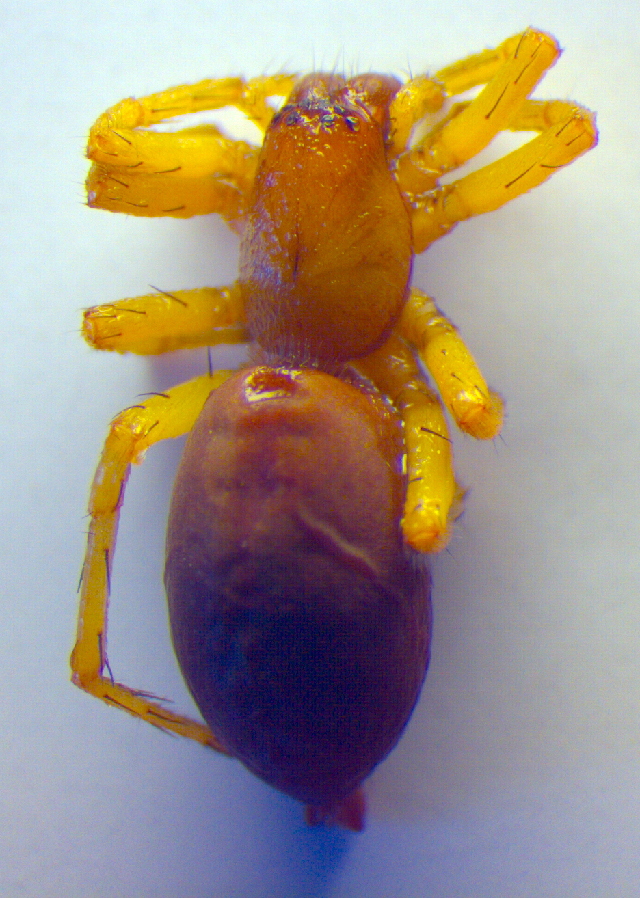
Clubiona reclusa

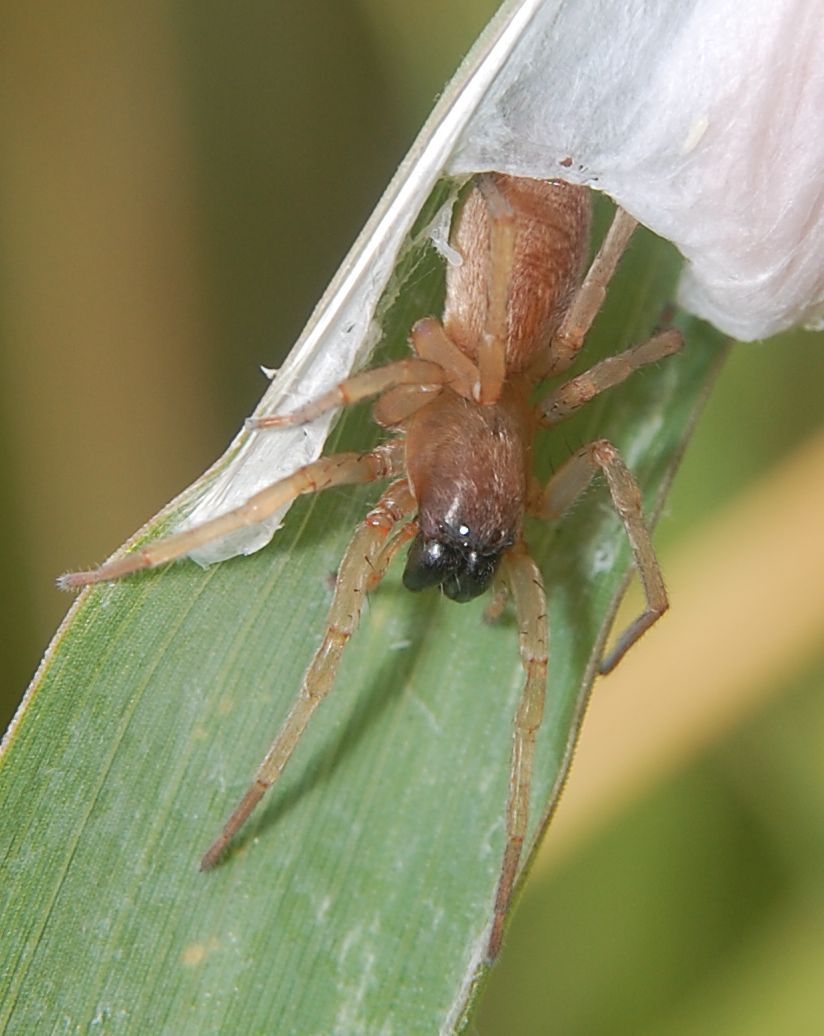
Clubiona stagnatilis, maschio

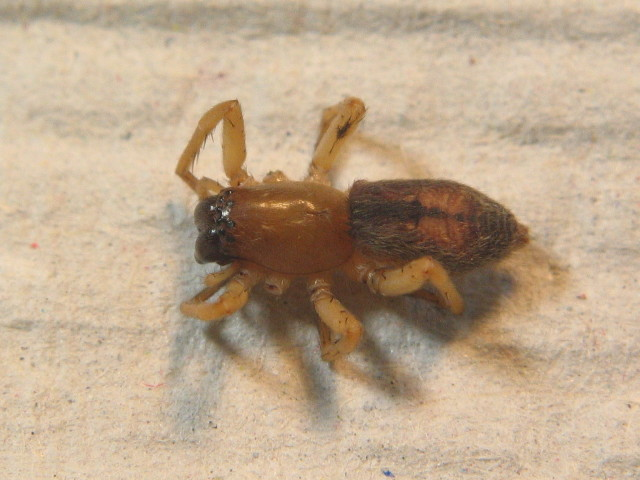
Clubiona subsultans

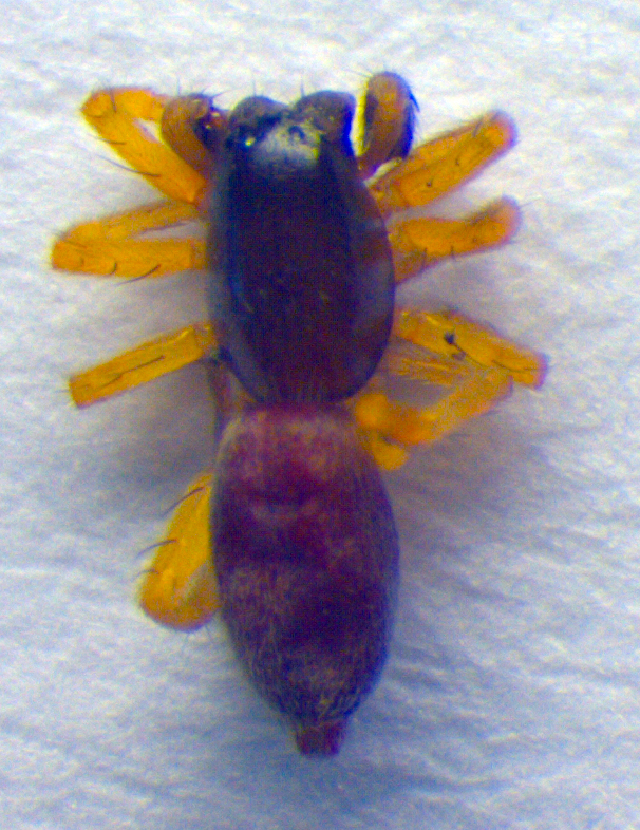
Clubiona subtilis

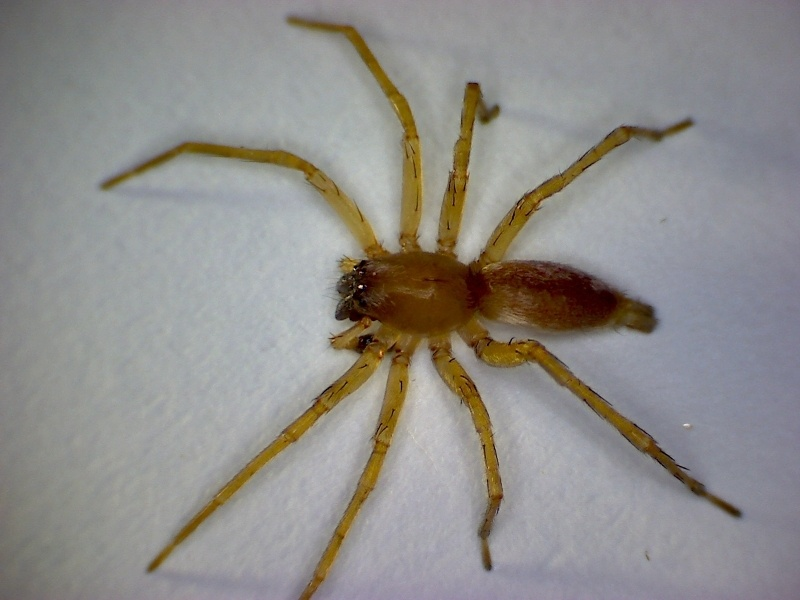
Clubiona terrestris, maschio

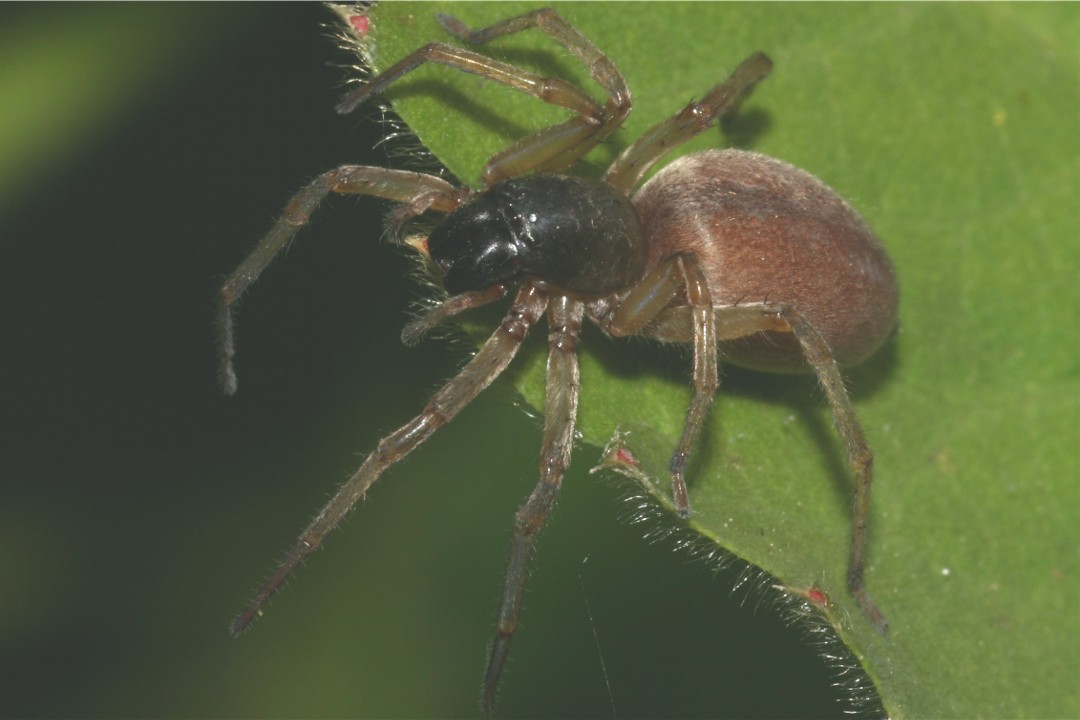
Clubiona trivialis

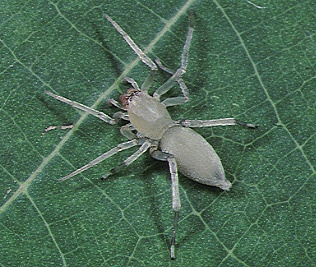
Clubiona viridula, femmina

## Arabellata
Arabellata Baert, Versteirt & Jocqué, 2010
- Arabellata nimispalpata Baert, Versteirt & Jocqué, 2010 — Nuova Guinea
- Arabellata terebrata Baert, Versteirt & Jocqué, 2010 — Nuova Guinea

## Carteroniella
Carteroniella Strand, 1907
- Carteroniella macroclava Strand, 1907 — Sudafrica

## Carteronius
Carteronius Simon, 1897
- Carteronius argenticomus (Keyserling, 1877) — Madagascar
- Carteronius fuscus Simon, 1896 — Isole Mauritius
- Carteronius helluo Simon, 1896 — Sierra Leone
- Carteronius vittiger Simon, 1896 — Madagascar

## Clubiona
Clubiona Latreille, 1804
1. Clubiona abbajensis Strand, 1906 — Etiopia, Somalia, Africa orientale e centrale
  - Clubiona abbajensis karisimbiensis Strand, 1916 — Africa orientale
  - Clubiona abbajensis kibonotensis Lessert, 1921 — Africa orientale
  - Clubiona abbajensis maxima Strand, 1906 — Etiopia, Africa orientale
2. Clubiona abboti L. Koch, 1866 — USA, Canada 
  - Clubiona abboti abbotoides Chamberlin & Ivie, 1946 — USA
3. Clubiona aberrans Dankittipakul, 2012 — Thailandia
4. Clubiona abnormis Dankittipakul, 2008 — Thailandia, Laos
5. Clubiona acanthocnemis Simon, 1906 — India
6. Clubiona achilles Hogg, 1896 — Australia centrale
7. Clubiona acies Nicolet, 1849 — Cile
8. Clubiona aciformis Zhang & Hu, 1991 — Cina
9. Clubiona aculeata Zhang, Zhu & Song, 2007 — Cina
10. Clubiona adjacens Gertsch & Davis, 1936 — USA
11. Clubiona aducta Simon, 1932 — Portogallo, Spagna
12. Clubiona africana Lessert, 1921 — Africa orientale
13. Clubiona akagiensis Hayashi, 1985 — Giappone
14. Clubiona alexeevi Mikhailov, 1990 — Russia
15. Clubiona aliceae Chickering, 1937 — Panama
16. Clubiona allotorta Dankittipakul, 2008 — Thailandia
17. Clubiona alluaudi Simon, 1898 — Isole Mauritius
18. Clubiona alpicola Kulczynski, 1882 — dall'Europa all'Asia centrale  
  - Clubiona alpicola affinis Schenkel, 1925 — Svizzera
19. Clubiona alticola Dankittipakul, 2008 — Thailandia
20. Clubiona altissimoides Liu et al., 2007 — Cina
21. Clubiona altissimus Hu, 2001 — Cina
22. Clubiona alveolata L. Koch, 1873 — Samoa, Funafuti (Tuvalu), Isole Marchesi, Hawaii
23. Clubiona amurensis Mikhailov, 1990 — Russia, Giappone
24. Clubiona analis Thorell, 1895 — India, Bangladesh, Myanmar
25. Clubiona andreinii Caporiacco, 1936 — Italia
26. Clubiona angulata Dondale & Redner, 1976 — Canada
27. Clubiona annuligera Lessert, 1929 — Congo, Mozambico
28. Clubiona anwarae Biswas & Raychaudhuri, 1996 — Bangladesh
29. Clubiona apiata Urquhart, 1893 — Tasmania
30. Clubiona applanata Liu et al., 2007 — Cina
31. Clubiona aspidiphora Simon, 1910 — Namibia
32. Clubiona asrevida Ono, 1992 — Taiwan
33. Clubiona auberginosa Zhang et al., 1997 — Cina
34. Clubiona australiaca Kolosváry, 1934 — Nuova Guinea
35. Clubiona baborensis Denis, 1937 — Algeria
36. Clubiona bachmaensis Ono, 2009 — Vietnam
37. Clubiona bagerhatensis Biswas & Raychaudhuri, 1996 — Bangladesh
38. Clubiona baimaensis Song & Zhu, 1991 — Cina
39. Clubiona baishishan Zhang, Zhu & Song, 2003 — Cina
40. Clubiona bakurovi Mikhailov, 1990 — Russia, Cina, Corea
41. Clubiona bandoi Hayashi, 1995 — Giappone
42. Clubiona basarukini Mikhailov, 1990 — Russia, Mongolia, Giappone
43. Clubiona bashkirica Mikhailov, 1992 — Russia
44. Clubiona bengalensis Biswas, 1984 — India
45. Clubiona bevisi Lessert, 1923 — Sudafrica
46. Clubiona biaculeata Simon, 1897 — Sudafrica
47. Clubiona biembolata Deeleman-Reinhold, 2001 — Borneo
48. Clubiona bifissurata Kritscher, 1966 — Nuova Caledonia
49. Clubiona bishopi Edwards, 1958 — USA, Canada
50. Clubiona blesti Forster, 1979 — Nuova Zelanda
51. Clubiona bomiensis Zhang & Zhu, 2009 — Cina
52. Clubiona bonicula Ono, 1994 — Taiwan
53. Clubiona boxaensis Biswas & Biswas, 1992 — India
54. Clubiona brachyptera Zhu & Chen, 2012 — Cina
55. Clubiona brevipes Blackwall, 1841 — dall'Europa all'Asia centrale
56. Clubiona bryantae Gertsch, 1941 — USA, Canada, Alaska
57. Clubiona bukaea (Barrion & Litsinger, 1995) — Filippine
58. Clubiona cada Forster, 1979 — Nuova Zelanda
59. Clubiona caerulescens L. Koch, 1867 — Regione paleartica
60. Clubiona californica Fox, 1938 — USA
61. Clubiona caliginosa Simon, 1932 — Germania
62. Clubiona cambridgei L. Koch, 1873 — Nuova Zelanda
63. Clubiona campylacantha Dankittipakul, 2008 — Thailandia
64. Clubiona canaca Berland, 1930 — Nuova Caledonia
65. Clubiona canadensis Emerton, 1890 — USA, Canada
66. Clubiona canberrana Dondale, 1966 — Nuovo Galles del Sud
67. Clubiona candefacta Nicolet, 1849 — Cile
68. Clubiona capensis Simon, 1897 — Sudafrica
69. Clubiona caplandensis Strand, 1907 — Sudafrica
70. Clubiona catawba Gertsch, 1941 — USA
71. Clubiona chabarovi Mikhailov, 1991 — Russia
72. Clubiona chakrabartei Majumder & Tikader, 1991 — India
73. Clubiona charitonovi Mikhailov, 1990 — Russia
74. Clubiona charleneae Barrion & Litsinger, 1995 — Filippine
75. Clubiona chathamensis Simon, 1905 — Isola Chatham (Nuova Zelanda)
76. Clubiona chevalieri Berland, 1936 — Isole Capo Verde
77. Clubiona chikunii Hayashi, 1986 — Giappone
78. Clubiona chippewa Gertsch, 1941 — USA, Canada
79. Clubiona circulata Zhang & Yin, 1998 — Cina
80. Clubiona cirrosa Ono, 1989 — Ryukyu Islands
81. Clubiona citricolor Lawrence, 1952 — South Africa
82. Clubiona clima Forster, 1979 — Nuova Zelanda
83. Clubiona complicata Banks, 1898 — Messico
84. Clubiona comta C. L. Koch, 1839 — Europa, Russia, Nordafrica
85. Clubiona concinna (Thorell, 1887) — Myanmar
86. Clubiona congentilis Kulczynski, 1913 — dall'Europa all'Asia centrale
87. Clubiona consensa Forster, 1979 — Nuova Zelanda
88. Clubiona contaminata O. P.-Cambridge, 1872 — Israele
89. Clubiona contrita Forster, 1979 — Nuova Zelanda
90. Clubiona convoluta Forster, 1979 — Nuova Zelanda
91. Clubiona coreana Paik, 1990 — Russia, Cina, Corea
92. Clubiona corrugata Bösenberg & Strand, 1906 — Russia, Cina, Corea, Giappone
93. Clubiona corticalis (Walckenaer, 1802) — dall'Europa all'Asia centrale
  - Clubiona corticalis concolor Kulczynski, 1897 — Ungheria
  - Clubiona corticalis nigra Simon, 1878 — Europa
94. Clubiona crouxi Caporiacco, 1935 — Karakorum
95. Clubiona cycladata Simon, 1909 — Australia occidentale
96. Clubiona cylindrata Liu et al., 2007 — Cina
97. Clubiona damirkovaci Deeleman-Reinhold, 2001 — Malaysia
98. Clubiona debilis Nicolet, 1849 — Cile
99. Clubiona decora Blackwall, 1859 — Madeira, Isole Azzorre, Penisola balcanica
100. Clubiona deletrix O. P.-Cambridge, 1885 — India, Cina, Taiwan, Giappone
101. Clubiona delicata Forster, 1979 — Nuova Zelanda
102. Clubiona desecheonis Petrunkevitch, 1930 — Porto Rico
103. Clubiona deterrima Strand, 1904 — Norvegia
104. Clubiona didentata Zhang & Yin, 1998 — Cina
105. Clubiona digitata Dankittipakul, 2012 — Thailandia
106. Clubiona dikita Barrion & Litsinger, 1995 — Filippine
107. Clubiona diniensis Simon, 1878 — Portogallo, Spagna, Francia, Germania
108. Clubiona diversa O. P.-Cambridge, 1862 — Regione paleartica
109. Clubiona drassodes O. P.-Cambridge, 1874 — India, Bangladesh, Cina
110. Clubiona dubia O. P.-Cambridge, 1869 — Isola Sant'Elena
111. Clubiona dunini Mikhailov, 2003 — Russia
112. Clubiona duoconcava Zhang & Hu, 1991 — Cina
113. Clubiona durbana Roewer, 1951 — Sudafrica
114. Clubiona dyasia Gertsch, 1941 — USA
115. Clubiona dysderiformis (Guérin, 1838) — Nuova Guinea
116. Clubiona elaphines Urquhart, 1893 — Tasmania
117. Clubiona ericius Chrysanthus, 1967 — Nuova Guinea
118. Clubiona eskovi Mikhailov, 1995 — Russia
119. Clubiona estes Edwards, 1958 — USA
120. Clubiona esuriens Thorell, 1897 — Myanmar
121. Clubiona evoronensis Mikhailov, 1995 — Russia
122. Clubiona excavata (Rainbow, 1920) — Isola Lord Howe (Australia)
123. Clubiona excisa O. P.-Cambridge, 1898 — Messico
124. Clubiona ezoensis Hayashi, 1987 — Russia, Giappone
125. Clubiona facilis O. P.-Cambridge, 1910 — Inghilterra (introdotto)
126. Clubiona falcata Tang, Song & Zhu, 2005 — Cina
127. Clubiona filicata O. P.-Cambridge, 1874 — India, Bangladesh, Pakistan, Cina
128. Clubiona filifera Dankittipakul, 2008 — Thailandia
129. Clubiona filoramula Zhang & Yin, 1998 — Cina
130. Clubiona flavocincta Nicolet, 1849 — Cile
131. Clubiona forcipa Yang, Song & Zhu, 2003 — Cina
132. Clubiona frisia Wunderlich & Schuett, 1995 — dall'Europa all'Asia centrale
133. Clubiona frutetorum L. Koch, 1867 — dall'Europa all'Asia centrale
134. Clubiona furcata Emerton, 1919 — Nordamerica, Russia
135. Clubiona fusoidea Zhang, 1992 — Cina
136. Clubiona fuzhouensis Gong, 1985 — Cina
137. Clubiona gallagheri Barrion & Litsinger, 1995 — Indonesia
138. Clubiona genevensis L. Koch, 1866 — Regione paleartica
139. Clubiona germanica Thorell, 1871 — Regione paleartica
140. Clubiona gertschi Edwards, 1958 — USA
141. Clubiona gilva O. P.-Cambridge, 1872 — Israele
142. Clubiona giulianetti Rainbow, 1898 — Nuova Guinea
143. Clubiona glatiosa Saito, 1934 — Giappone
144. Clubiona godfreyi Lessert, 1921 — Africa orientale
145. Clubiona golovatchi Mikhailov, 1990 — Russia, Asia centrale
146. Clubiona gongi Zhang et al., 1997 — Cina
147. Clubiona governetonis Roewer, 1928 — Creta
148. Clubiona guianensis Caporiacco, 1947 — Guyana
149. Clubiona haeinsensis Paik, 1990 — Russia, Cina, Corea, Giappone
150. Clubiona haplotarsa Simon, 1910 — Isola São Tomé
151. Clubiona hatamensis (Thorell, 1891) — Nuova Guinea
152. Clubiona haupti Tang, Song & Zhu, 2005 — Cina
153. Clubiona hedini Schenkel, 1936 — Cina
154. Clubiona helenae Mikhailov, 2003 — Russia
155. Clubiona helva Simon, 1897 — Sudafrica
156. Clubiona heteroducta Zhang & Yin, 1998 — Cina
157. Clubiona heterosaca Yin et al., 1996 — Cina
158. Clubiona hilaris Simon, 1878 — Europea
159. Clubiona hindu Deeleman-Reinhold, 2001 — Bali (Indonesia)
160. Clubiona hitchinsi Saaristo, 2002 — Isole Seychelles
161. Clubiona hoffmanni Schenkel, 1937 — Madagascar
162. Clubiona hugispaa Barrion & Litsinger, 1995 — Filippine
163. Clubiona hugisva Barrion & Litsinger, 1995 — Filippine
164. Clubiona hummeli Schenkel, 1936 — Russia, Cina, Corea
165. Clubiona hundeshageni Strand, 1907 — Molucche
166. Clubiona huttoni Forster, 1979 — Nuova Zelanda
167. Clubiona hwanghakensis Paik, 1990 — Corea
168. Clubiona hyrcanica Mikhailov, 1990 — Azerbaijan
169. Clubiona hysgina Simon, 1889 — India
170. Clubiona hystrix Berland, 1938 — Piccole Isole della Sonda, Nuove Ebridi
171. Clubiona iharai Ono, 1995 — Giappone
172. Clubiona ikedai Ono, 1992 — Giappone
173. Clubiona inaensis Hayashi, 1989 — Giappone
174. Clubiona inquilina Deeleman-Reinhold, 2001 — Borneo
175. Clubiona insulana Ono, 1989 — Taiwan, Isole Ryukyu
176. Clubiona interjecta L. Koch, 1879 — Russia, Mongolia, Cina
177. Clubiona irinae Mikhailov, 1991 — Russia, Cina, Corea
178. Clubiona jaegeri Ono, 2011 — Palau (Oceania)
179. Clubiona janae Edwards, 1958 — USA
180. Clubiona japonica L. Koch, 1878 — Russia, Cina, Corea, Taiwan, Giappone
181. Clubiona japonicola Bösenberg & Strand, 1906 — dalla Russia alle Filippine, Indonesia
182. Clubiona jiulongensis Zhang, Yin & Kim, 1996 — Cina
183. Clubiona johnsoni Gertsch, 1941 — USA, Canada
184. Clubiona jucunda (Karsch, 1879) — Russia, Cina, Corea, Taiwan, Giappone
185. Clubiona juvenis Simon, 1878 — Regione Paleartica
186. Clubiona kagani Gertsch, 1941 — USA
187. Clubiona kai Jäger & Dankittipakul, 2010 — Laos
188. Clubiona kaltenbachi Kritscher, 1966 — Nuova Caledonia
189. Clubiona kapataganensis Barrion & Litsinger, 1995 — Filippine
190. Clubiona kasanensis Paik, 1990 — Corea, Giappone
191. Clubiona kastoni Gertsch, 1941 — USA, Canada, Alaska
192. Clubiona kasurensis Mukhtar & Mushtaq, 2005 — Pakistan
193. Clubiona katioryza Barrion & Litsinger, 1995 — Filippine
194. Clubiona kayashimai Ono, 1994 — Taiwan
195. Clubiona kiboschensis Lessert, 1921 — Africa orientale
196. Clubiona kigabensis Strand, 1915 — Africa orientale
197. Clubiona kimyongkii Paik, 1990 — Russia, Cina, Corea
198. Clubiona kiowa Gertsch, 1941 — Nordamerica
199. Clubiona komissarovi Mikhailov, 1992 — Russia, Corea
200. Clubiona kowong Chrysanthus, 1967 — Nuova Guinea
201. Clubiona krisisensis Barrion & Litsinger, 1995 — Filippine, Borneo
202. Clubiona kropfi Zhang, Zhu & Song, 2003 — Cina
203. Clubiona kuanshanensis Ono, 1994 — Taiwan
204. Clubiona kularensis Marusik & Koponen, 2002 — Russia
205. Clubiona kulczynskii Lessert, 1905 — Regione olartica
206. Clubiona kumadaorum Ono, 1992 — Giappone
207. Clubiona kunashirensis Mikhailov, 1990 — Russia, Giappone
208. Clubiona kurenshikovi Mikhailov, 1995 — Russia
209. Clubiona kurilensis Bösenberg & Strand, 1906 — Russia, Cina, Corea, Giappone
210. Clubiona kurosawai Ono, 1986 — Taiwan, Giappone
211. Clubiona kuu Jäger & Dankittipakul, 2010 — Laos
212. Clubiona lala Jäger & Dankittipakul, 2010 — Laos
213. Clubiona lamina Zhang, Zhu & Song, 2007 — Cina
214. Clubiona langei Mikhailov, 1991 — Russia
215. Clubiona latericia Kulczynski, 1926 — Russia, Alaska
216. Clubiona laticeps O. P.-Cambridge, 1885 — Yarkand (Cina)
217. Clubiona latitans Pavesi, 1883 — Etiopia, Somalia
218. Clubiona laudabilis Simon, 1909 — Australia occidentale
219. Clubiona laudata O. P.-Cambridge, 1885 — Yarkand (Cina)
220. Clubiona lawrencei Roewer, 1951 — Sudafrica
221. Clubiona lena Bösenberg & Strand, 1906 — Cina, Corea, Giappone
222. Clubiona leonilae Barrion & Litsinger, 1995 — Filippine
223. Clubiona leptosa Zhang et al., 1997 — Cina
224. Clubiona leucaspis Simon, 1932 — Europa centrale e occidentale, Algeria
225. Clubiona limpida Simon, 1897 — Sudafrica
226. Clubiona limpidella Strand, 1907 — Sudafrica
227. Clubiona linea Xie et al., 1996 — Cina
228. Clubiona linzhiensis Hu, 2001 — Cina
229. Clubiona lirata Yang, Song & Zhu, 2003 — Cina
230. Clubiona littoralis Banks, 1895 — USA, Canada
231. Clubiona logunovi Mikhailov, 1990 — Russia
232. Clubiona longipes Nicolet, 1849 — Cile
233. Clubiona luapalana Giltay, 1935 — Congo
234. Clubiona ludhianaensis Tikader, 1976 — India, Bangladesh
235. Clubiona lutescens Westring, 1851 — Regione olartica
236. Clubiona lyriformis Song & Zhu, 1991 — Cina
237. Clubiona maculata Roewer, 1951 — Queensland
238. Clubiona mahensis Simon, 1893 — Isole Seychelles
239. Clubiona maipai Jäger & Dankittipakul, 2010 — Thailandia
240. Clubiona mandibularis Lucas, 1846 — Algeria
241. Clubiona mandschurica Schenkel, 1953 — Russia, Cina, Corea, Giappone
242. Clubiona manshanensis Zhu & An, 1988 — Cina
243. Clubiona maracandica Kroneberg, 1875 — Uzbekistan, Kashmir (Pakistan)
244. Clubiona maritima L. Koch, 1867 — USA, Canada, Indie occidentali
245. Clubiona marmorata L. Koch, 1866 — Europa
246. Clubiona marna Roddy, 1966 — USA
247. Clubiona marusiki Mikhailov, 1990 — Russia
248. Clubiona maya Hayashi & Yoshida, 1991 — Giappone
249. Clubiona maysangarta Barrion & Litsinger, 1995 — Filippine
250. Clubiona mayumiae Ono, 1993 — Russia, Corea, Giappone
251. Clubiona mazandaranica Mikhailov, 2003 — Azerbaijan, Iran
252. Clubiona medog Zhang, Zhu & Song, 2007 — Cina
253. Clubiona melanosticta Thorell, 1890 — Sumatra, Krakatoa, Nuova Guinea
254. Clubiona melanothele Thorell, 1895 — Myanmar, Sumatra
255. Clubiona meraukensis Chrysanthus, 1967 — Nuova Guinea
256. Clubiona microsapporensis Mikhailov, 1990 — Russia, Corea
257. Clubiona mikhailovi Deeleman-Reinhold, 2001 — Giava
258. Clubiona mimula Chamberlin, 1928 — USA, Canada
259. Clubiona minima (Ono, 2010) — Giappone
260. Clubiona minor Wunderlich, 1987 — Isole Canarie
261. Clubiona minuscula Nicolet, 1849 — Cile
262. Clubiona minuta Nicolet, 1849 — Cile
263. Clubiona mixta Emerton, 1890 — USA, Canada
264. Clubiona modesta L. Koch, 1873 — Queensland
265. Clubiona moesta Banks, 1896 — USA, Canada, Alaska, Cina
266. Clubiona moralis Song & Zhu, 1991 — Cina
267. Clubiona mordica O. P.-Cambridge, 1898 — Messico
268. Clubiona mujibari Biswas & Raychaudhuri, 1996 — Bangladesh
269. Clubiona munda Thorell, 1887 — Myanmar
270. Clubiona munis Simon, 1909 — Australia occidentale
271. Clubiona mutata Gertsch, 1941 — USA, Canada
272. Clubiona mutilata Bösenberg & Strand, 1906 — Giappone
273. Clubiona mykolai Mikhailov, 2003 — Ucraina
274. Clubiona nataliae Trilikauskas, 2007 — Russia
275. Clubiona natalica Simon, 1897 — Sudafrica
276. Clubiona neglecta O. P.-Cambridge, 1862 — Regione paleartica
277. Clubiona neglectoides Bösenberg & Strand, 1906 — Cina, Corea, Giappone
278. Clubiona nemorum Ledoux, 2004 — Réunion
279. Clubiona nenilini Mikhailov, 1995 — Russia
280. Clubiona neocaledonica Berland, 1924 — Nuova Caledonia
281. Clubiona newnani Ivie & Barrows, 1935 — USA
282. Clubiona nicholsi Gertsch, 1941 — USA
283. Clubiona nicobarensis Tikader, 1977 — Isole Nicobare
284. Clubiona nigromaculosa Blackwall, 1877 — Isole Seychelles, Réunion
285. Clubiona nilgherina Simon, 1906 — India
286. Clubiona ningpoensis Schenkel, 1944 — Cina
287. Clubiona nollothensis Simon, 1910 — Namibia
288. Clubiona norvegica Strand, 1900 — Regione olartica
289. Clubiona notabilis L. Koch, 1873 — Queensland
290. Clubiona obesa Hentz, 1847 — USA, Canada
291. Clubiona oceanica Ono, 2011 — Giappone
292. Clubiona octoginta Dankittipakul, 2008 — Thailandia
293. Clubiona odelli Edwards, 1958 — USA
294. Clubiona odesanensis Paik, 1990 — Russia, Cina, Corea
295. Clubiona ogatai Ono, 1995 — Giappone
296. Clubiona oligerae Mikhailov, 1995 — Russia
297. Clubiona opeongo Edwards, 1958 — Canada
298. Clubiona orientalis Mikhailov, 1995 — Corea del Nord
299. Clubiona oteroana Gertsch, 1941 — USA
300. Clubiona ovalis Zhang, 1991 — Cina
301. Clubiona pacifica Banks, 1896 — USA, Canada, Alaska
302. Clubiona pahilistapyasea Barrion & Litsinger, 1995 — Thailandia, Borneo, Filippine
303. Clubiona paiki Mikhailov, 1991 — Russia
304. Clubiona pala Deeleman-Reinhold, 2001 — Molucche
305. Clubiona pallidula (Clerck, 1757) — Regione olartica
306. Clubiona pantherina Chrysanthus, 1967 — Nuova Guinea
307. Clubiona papillata Schenkel, 1936 — Russia, Cina, Corea
308. Clubiona papuana Chrysanthus, 1967 — Nuova Guinea
309. Clubiona paralena Mikhailov, 1995 — Corea del Nord
310. Clubiona parallela Hu & Li, 1987 — Cina
311. Clubiona parallelos Yin et al., 1996 — Cina
312. Clubiona paranghinlalakirta Barrion & Litsinger, 1995 — Filippine
313. Clubiona parangunikarta Barrion & Litsinger, 1995 — Filippine
314. Clubiona parconcinna Deeleman-Reinhold, 2001 — Thailandia, Borneo
315. Clubiona parvula Saito, 1933 — Giappone
316. Clubiona pashabhaii Patel & Patel, 1973 — India
317. Clubiona peculiaris L. Koch, 1873 — Nuova Zelanda
318. Clubiona phansa Strand, 1911 — Aru (Molucche)
319. Clubiona phragmitis C. L. Koch, 1843 — Regione paleartica
320. Clubiona phragmitoides Schenkel, 1963 — Cina
321. Clubiona picturata Deeleman-Reinhold, 2001 — Bali
322. Clubiona pikei Gertsch, 1941 — USA, Canada
323. Clubiona plumbi Gertsch, 1941 — USA
324. Clubiona pogonias Simon, 1906 — India
325. Clubiona pomoa Gertsch, 1941 — USA
326. Clubiona pongolensis Lawrence, 1952 — Sudafrica
327. Clubiona pototanensis Barrion & Litsinger, 1995 — Filippine
328. Clubiona praematura Emerton, 1909 — Nordamerica, Russia
329. Clubiona procera Chrysanthus, 1967 — Nuova Guinea
330. Clubiona procteri Gertsch, 1941 — USA
331. Clubiona producta Forster, 1979 — Nuova Zelanda
332. Clubiona propinqua L. Koch, 1879 — Russia, Corea del Nord
333. Clubiona proszynskii Mikhailov, 1995 — Corea del Nord
334. Clubiona pruvotae Berland, 1930 — Nuova Caledonia
335. Clubiona pseudogermanica Schenkel, 1936 — Russia, Cina, Corea, Giappone
336. Clubiona pseudomaxillata Hogg, 1915 — Nuova Guinea
337. Clubiona pseudominor Wunderlich, 1987 — Isole Canarie
338. Clubiona pseudoneglecta Wunderlich, 1994 — dall'Europa all'Asia centrale
339. Clubiona pseudopteroneta Raven & Stumkat, 2002 — Queensland
340. Clubiona pseudosaxatilis Mikhailov, 1992 — Russia, Kazakistan
341. Clubiona pseudosimilis Mikhailov, 1990 — Russia, Asia centrale
342. Clubiona pterogona Yang, Song & Zhu, 2003 — Cina
343. Clubiona pteronetoides Deeleman-Reinhold, 2001 — Thailandia
344. Clubiona puera Nicolet, 1849 — Cile
345. Clubiona pupillaris Lawrence, 1938 — Sudafrica
346. Clubiona pupula Thorell, 1897 — Myanmar
347. Clubiona pygmaea Banks, 1892 — USA, Canada
348. Clubiona pyrifera Schenkel, 1936 — Cina
349. Clubiona qini Tang, Song & Zhu, 2005 — Cina
350. Clubiona qiyunensis Xu, Yang & Song, 2003 — Cina
351. Clubiona quebecana Dondale & Redner, 1976 — USA, Canada
352. Clubiona rainbowi Roewer, 1951 — Isola Lord Howe (Australia)
353. Clubiona rama Dankittipakul & Singtripop, 2008 — Thailandia
354. Clubiona ramoiensis (Thorell, 1881) — Nuova Guinea
355. Clubiona rava Simon, 1886 — Senegal
356. Clubiona reclusa O. P.-Cambridge, 1863 — Regione paleartica
357. Clubiona rethymnonis Roewer, 1928 — Creta
358. Clubiona revillioidi Lessert, 1936 — Sudafrica, Mozambico
359. Clubiona rhododendri Barrows, 1945 — USA
360. Clubiona rileyi Gertsch, 1941 — USA
361. Clubiona riparia L. Koch, 1866 — Russia, Mongolia, Cina, Giappone, Nordamerica
362. Clubiona risbeci Berland, 1930 — Nuova Caledonia
363. Clubiona rivalis Pavesi, 1883 — Etiopia
364. Clubiona robusta L. Koch, 1873 — Australia
365. Clubiona roeweri Caporiacco, 1940 — Etiopia
366. Clubiona rosserae Locket, 1953 — Regione paleartica
367. Clubiona rostrata Paik, 1985 — Russia, Cina, Corea, Giappone
368. Clubiona rothschildi Berland, 1922 — Etiopia
369. Clubiona ruandana Strand, 1916 — Africa orientale
370. Clubiona ruffoi Caporiacco, 1940 — Italia
371. Clubiona rumpiana Lawrence, 1952 — Sudafrica
372. Clubiona rybini Mikhailov, 1992 — Kazakistan, Kyrgyzstan
373. Clubiona ryukyuensis Ono, 1989 — Isole Ryukyu
374. Clubiona saltitans Emerton, 1919 — USA, Canada
375. Clubiona saltuum Kulczynski, 1898 — Austria
376. Clubiona samoensis Berland, 1929 — Samoa, Tahiti, Rapa (Oceania)
377. Clubiona sapporensis Hayashi, 1986 — Russia, Corea, Giappone
378. Clubiona saurica Mikhailov, 1992 — Kazakistan
379. Clubiona savesi Berland, 1930 — Nuova Caledonia
380. Clubiona saxatilis L. Koch, 1867 — Europa
381. Clubiona scandens Deeleman-Reinhold, 2001 — Borneo
382. Clubiona scatula Forster, 1979 — Nuova Zelanda
383. Clubiona scenica Nicolet, 1849 — Cile
384. Clubiona semicircularis Tang, Song & Zhu, 2005 — Cina
385. Clubiona sertungensis Hayashi, 1996 — Krakatoa
386. Clubiona shillongensis Majumder & Tikader, 1991 — India
387. Clubiona sichotanica Mikhailov, 2003 — Russia
388. Clubiona sigillata Lawrence, 1952 — Sudafrica
389. Clubiona silvestris Deeleman-Reinhold, 2001 — Borneo
390. Clubiona similis L. Koch, 1867 — Regione paleartica
391. Clubiona sjostedti Lessert, 1921 — Africa orientale 
  - Clubiona sjostedti spinigera Lessert, 1921 — Africa orientale
392. Clubiona sopaikensis Paik, 1990 — Russia, Corea
393. Clubiona sparassella Strand, 1909 — Sudafrica
394. Clubiona spiralis Emerton, 1909 — USA, Canada
395. Clubiona stagnatilis Kulczynski, 1897 — Regione paleartica
396. Clubiona stiligera Deeleman-Reinhold, 2001 — Sumatra
397. Clubiona straminea O. P.-Cambridge, 1872 — Israele
398. Clubiona subborealis Mikhailov, 1992 — Russia
399. Clubiona submaculata (Thorell, 1891) — Isole Nicobare
400. Clubiona subnotabilis Strand, 1907 — Australia
401. Clubiona subparallela Zhang, Zhu & Song, 2007 — Cina
402. Clubiona subrostrata Zhang & Hu, 1991 — Cina
403. Clubiona subsultans Thorell, 1875 — Regione paleartica
404. Clubiona subtilis L. Koch, 1867 — Regione paleartica
405. Clubiona subtrivialis Strand, 1906 — Etiopia, Africa orientale
406. Clubiona suthelica Dankittipakul, 2008 — Thailandia
407. Clubiona tabupumensis Petrunkevitch, 1914 — Myanmar
408. Clubiona taiwanica Ono, 1994 — Cina, Taiwan
409. Clubiona tanikawai Ono, 1989 — Taiwan, Isole Ryukyu
410. Clubiona tateyamensis Hayashi, 1989 — Giappone
411. Clubiona tenera (Thorell, 1890) — Sumatra, Giava
412. Clubiona tengchong Zhang, Zhu & Song, 2007 — Cina
413. Clubiona ternatensis (Thorell, 1881) — Molucche
414. Clubiona terrestris Westring, 1851 — Europa
415. Clubiona thorelli Roewer, 1951 — Sumatra
416. Clubiona tiantongensis Zhang, Yin & Kim, 1996 — Cina
417. Clubiona tikaderi Majumder & Tikader, 1991 — India
418. Clubiona tongdaoensis Zhang et al., 1997 — Cina
419. Clubiona topakea Barrion & Litsinger, 1995 — Filippine
420. Clubiona torta Forster, 1979 — Nuova Zelanda
421. Clubiona tortuosa Zhang & Yin, 1998 — Cina
422. Clubiona transbaicalica Mikhailov, 1992 — Russia
423. Clubiona transversa Zhang & Yin, 1998 — Cina
424. Clubiona trivialis C. L. Koch, 1843 — Regione olartica
425. Clubiona tsurusakii Hayashi, 1987 — Russia, Giappone
426. Clubiona uenoi Ono, 1986 — Giappone
427. Clubiona umbilensis Lessert, 1923 — Sudafrica
428. Clubiona unanoa Barrion & Litsinger, 1995 — Filippine
429. Clubiona unikarta Barrion & Litsinger, 1995 — Filippine
430. Clubiona upoluensis Marples, 1964 — Samoa
431. Clubiona vachoni Lawrence, 1952 — Sudafrica
432. Clubiona vacuna L. Koch, 1873 — Nuova Guinea, Queensland
433. Clubiona valens Simon, 1897 — Sudafrica
434. Clubiona vegeta Simon, 1918 — Europa, Asia centrale, Nordafrica, Isole Canarie
435. Clubiona venatoria Rainbow & Pulleine, 1920 — Isola Lord Howe (Australia)
436. Clubiona venusae Barrion & Litsinger, 1995 — Filippine
437. Clubiona venusta Paik, 1985 — Corea
438. Clubiona victoriaensis Barrion & Litsinger, 1995 — Filippine
439. Clubiona vigil Karsch, 1879 — Russia, Corea, Giappone
440. Clubiona vigillella Strand, 1918 — Giappone
441. Clubiona violaceovittata Schenkel, 1936 — Cina
442. Clubiona viridula Ono, 1989 — Thailandia, Isole Ryukyu, Piccole Isole della Sonda
443. Clubiona vukomi Jäger & Dankittipakul, 2010 — Laos, Thailandia
444. Clubiona wolongica Zhu & An, 1999 — Cina
445. Clubiona wunderlichi Mikhailov, 1992 — Mongolia
446. Clubiona yaginumai Hayashi, 1989 — Taiwan, Giappone
447. Clubiona yangmingensis Hayashi & Yoshida, 1993 — Taiwan
448. Clubiona yaroslavi Mikhailov, 2003 — Russia
449. Clubiona yasudai Ono, 1991 — Giappone
450. Clubiona yoshidai Hayashi, 1989 — Giappone
451. Clubiona yurii Mikhailov, 2011 — Mongolia
452. Clubiona zacharovi Mikhailov, 1991 — Russia, Corea
453. Clubiona zandstrai Barrion & Litsinger, 1995 — Filippine
454. Clubiona zhangmuensis Hu & Li, 1987 — Cina
455. Clubiona zhui Xu, Yang & Song, 2003 — Cina
456. Clubiona zilla Dönitz & Strand, 1906 — Giappone
457. Clubiona zimmermanni Marples, 1964 — Samoa
458. Clubiona zyuzini Mikhailov, 1995 — Russia

## Clubionina
Clubionina Berland, 1947
- Clubionina pallida Berland, 1947 — Isola Saint Paul (Territori francesi dell'Oceano Indiano)

## Elaver
Elaver O. P.-Cambridge, 1898
- Elaver achuca (Roddy, 1966) — USA
- Elaver barroana (Chickering, 1937) — Panama
- Elaver brevipes (Keyserling, 1891) — Brasile, Argentina
- Elaver calcarata (Kraus, 1955) — El Salvador
- Elaver carlota (Bryant, 1940) — Cuba
- Elaver chisosa (Roddy, 1966) — USA
- Elaver crinophora (Franganillo, 1934) — Cuba
- Elaver crocota (O. P.-Cambridge, 1896) — Messico
- Elaver cubana (Roewer, 1951) — Cuba
- Elaver depuncta O. P.-Cambridge, 1898 — Messico
- Elaver dorotheae (Gertsch, 1935) — USA
- Elaver elaver (Bryant, 1940) — Cuba
- Elaver excepta (L. Koch, 1866) — USA, Canada, Indie Occidentali
- Elaver exempta (Gertsch & Davis, 1940) — Messico
- Elaver grandivulva (Mello-Leitão, 1930) — Brasile
- Elaver hortoni (Chickering, 1937) — Panama
- Elaver implicata (Gertsch, 1941) — Hispaniola
- Elaver juana (Bryant, 1940) — Cuba
- Elaver kawitpaaia (Barrion & Litsinger, 1995) — Filippine
- Elaver kohlsi (Gertsch & Jellison, 1939) — USA
- Elaver languida (Gertsch, 1941) — Costa Rica
- Elaver linguata (F. O. P.-Cambridge, 1900) — Guatemala
- Elaver lutescens (Schmidt, 1971) — dal Panama al Brasile
- Elaver madera (Roddy, 1966) — USA
- Elaver mulaiki (Gertsch, 1935) — USA
- Elaver multinotata (Chickering, 1937) — Panama
- Elaver orvillei (Chickering, 1937) — Panama
- Elaver placida O. P.-Cambridge, 1898 — Messico
- Elaver portoricensis (Petrunkevitch, 1930) — Porto Rico
- Elaver quadrata (Kraus, 1955) — El Salvador
- Elaver richardi (Gertsch, 1941) — Honduras
- Elaver sericea O. P.-Cambridge, 1898 — Messico, Panama
- Elaver sigillata (Petrunkevitch, 1925) — Panama
- Elaver simplex (O. P.-Cambridge, 1896) — Guatemala
- Elaver tenera (Franganillo, 1935) — Cuba
- Elaver tenuis (Franganillo, 1935) — Cuba
- Elaver texana (Gertsch, 1933) — USA
- Elaver tigrinella (Roewer, 1951) — Messico, Costa Rica
- Elaver tricuspis (F. O. P.-Cambridge, 1900) — Guatemala
- Elaver tristani (Banks, 1909) — Costa Rica
- Elaver tumivulva (Banks, 1909) — Costa Rica
- Elaver turongdaliriana (Barrion & Litsinger, 1995) — Filippine
- Elaver valvula (F. O. P.-Cambridge, 1900) — dal Panama al Brasile, Cuba
- Elaver vulnerata (Kraus, 1955) — El Salvador
- Elaver wheeleri (Roewer, 1933) — Messico

## Invexillata
Invexillata Baert, Versteirt & Jocqué, 2010
- Invexillata caerulea Baert, Versteirt & Jocqué, 2010 — Nuova Guinea
- Invexillata maculata Baert, Versteirt & Jocqué, 2010 — Nuova Guinea
- Invexillata viridiflava Baert, Versteirt & Jocqué, 2010 — Nuova Guinea

## Malamatidia
Malamatidia Deeleman-Reinhold, 2001
- Malamatidia bohorokensis Deeleman-Reinhold, 2001 — Sumatra, Borneo
- Malamatidia christae Jäger & Dankittipakul, 2010 — Laos
- Malamatidia thorelli Deeleman-Reinhold, 2001 — Sulawesi
- Malamatidia vethi Deeleman-Reinhold, 2001 — Malaysia, Borneo
- Malamatidia zu Jäger & Dankittipakul, 2010 — Laos

## Matidia
Matidia Thorell, 1878
- Matidia bipartita Deeleman-Reinhold, 2001 — Molucche
- Matidia calcarata Thorell, 1878 — Isola Ambon (Molucche)
- Matidia chlora Chrysanthus, 1967 — Nuova Guinea
- Matidia flagellifera Simon, 1897 — Sri Lanka
- Matidia incurvata Reimoser, 1934 — India
- Matidia mas Deeleman-Reinhold, 2001 — Thailandia
- Matidia missai Versteirt, Baert & Jocqué, 2010 — Nuova Guinea
- Matidia muju Chrysanthus, 1967 — Nuova Guinea
- Matidia paranga (Barrion & Litsinger, 1995) — Filippine
- Matidia simia Deeleman-Reinhold, 2001 — Sulawesi
- Matidia simplex Simon, 1897 — Sri Lanka
- Matidia spatulata Chen & Huang, 2006 — Taiwan
- Matidia strobbei Versteirt, 2010 — Nuova Guinea
- Matidia trinotata Thorell, 1890 — Malaysia
- Matidia virens Thorell, 1878 — Molucche, Sulawesi
- Matidia viridissima Strand, 1911 — Isole Aru (Molucche)

## Nusatidia
Nusatidia Deeleman-Reinhold, 2001
- Nusatidia aeria (Simon, 1897) — Borneo
- Nusatidia bimaculata (Simon, 1897) — Sri Lanka
- Nusatidia borneensis Deeleman-Reinhold, 2001 — Sumatra, Borneo
- Nusatidia camouflata Deeleman-Reinhold, 2001 — Thailandia
- Nusatidia javana (Simon, 1897) — Giava, Krakatoa
- Nusatidia luzonica (Simon, 1897) — Filippine
- Nusatidia manipisea (Barrion & Litsinger, 1995) — Filippine
- Nusatidia melanobursa Deeleman-Reinhold, 2001 — Sumatra
- Nusatidia rama Deeleman-Reinhold, 2001 — Sumatra
- Nusatidia snazelli Deeleman-Reinhold, 2001 — Giava, Sumatra

## Pristidia
Pristidia Deeleman-Reinhold, 2001
- Pristidia longistila Deeleman-Reinhold, 2001 — Borneo
- Pristidia prima Deeleman-Reinhold, 2001 — Malaysia, Sumatra, Giava
- Pristidia ramosa Yu, Sun & Zhang, 2012 — Cina
- Pristidia secunda Deeleman-Reinhold, 2001 — Sumatra
- Pristidia viridissima Deeleman-Reinhold, 2001 — dalla Thailandia al Borneo

## Pteroneta
Pteroneta Deeleman-Reinhold, 2001
- Pteroneta baiteta Versteirt, Deeleman-Reinhold & Baert, 2008 — Nuova Guinea
- Pteroneta brevichela Versteirt, Deeleman-Reinhold & Baert, 2008 — Nuova Guinea
- Pteroneta longichela Versteirt, Deeleman-Reinhold & Baert, 2008 — Nuova Guinea
- Pteroneta madangiensis Versteirt, Deeleman-Reinhold & Baert, 2008 — Nuova Guinea
- Pteroneta saltans Deeleman-Reinhold, 2001 — Malaysia, Borneo, Sulawesi, Piccole Isole della Sonda
- Pteroneta spinosa Raven & Stumkat, 2002 — Queensland
- Pteroneta tertia Deeleman-Reinhold, 2001 — Singapore, Borneo, Sulawesi
- Pteroneta ultramarina (Ono, 1989) — Isole Ryukyu

## Scopalio
Scopalio Deeleman-Reinhold, 2001
- Scopalio verrens Deeleman-Reinhold, 2001 — Borneo

## Simalio
Simalio Simon, 1897
- Simalio aurobindoi Patel & Reddy, 1991 — India
- Simalio biswasi Majumder & Tikader, 1991 — India
- Simalio castaneiceps Simon, 1906 — India
- Simalio lucorum Simon, 1906 — Sri Lanka
- Simalio percomis Simon, 1906 — India
- Simalio petilus Simon, 1897 — Filippine
- Simalio phaeocephalus Simon, 1906 — Sri Lanka
- Simalio rubidus Simon, 1897 — Trinidad

## Tixcocoba
Tixcocoba Gertsch, 1977
- Tixcocoba maya Gertsch, 1977 — Messico